# Felton Spencer
Pour les articles homonymes, voir Spencer.
Felton LaFrance Spencer, né le 15 janvier 1968 à Louisville (Kentucky) et mort le 12 mars 2023 dans la même ville, est un joueur de basket-ball américain évoluant au poste de pivot en National Basketball Association.

## Carrière
Felton Spencer évolue avec les Cardinals de l'Université de Louisville, devenant le joueur le plus adroit de l'histoire de l'université (62,8 %). Il est sélectionné au sixième rang de la draft 1990 par les Timberwolves du Minnesota. Spencer, 2,13 m pour 130 kg, réussit une bonne saison rookie, avec des moyennes de 7,1 points et 7,9 rebonds et 51,2 % de réussite aux tirs, lui permettant d'obtenir une nomination dans la NBA All-Rookie Second Team. Luc Longley, que les Wolves avaient sélectionné juste après Spencer, obtient plus de temps de jeu et les productions de Spencer diminuèrent. À l'issue de la saison 1992-1993, Minnesota transfère Spencer au Jazz de l'Utah contre Mike Brown. Il devient le successeur de Mark Eaton et s'impose au poste de pivot. Il se blesse au tendon d'Achille au bout de 34 matchs lors de la saison 1994-95 et doit déclarer forfait pour le reste de cette saison, où le Jazz parvient en Finale NBA. Le 10 août 1996, Spencer est recruté par le Magic d'Orlando contre Brooks Thompson, Kenny Gattison et un premier tour de draft, après que le Magic eut perdu Shaquille O'Neal, parti aux Lakers. Mais il ne joua qu'un match pour Orlando avant d'être envoyé chez les Warriors de Golden State dans un transfert qui envoya Rony Seikaly au Magic. Son rôle diminua en 1997-1998 avec l'arrivée de Erick Dampier en tant que titulaire, ainsi que de celle du rookie Adonal Foyle. Son temps de jeu diminua progressivement jusqu'à son départ à la retraite en 2001-2002.